# 세바스티앵 플뤼트
세바스티앵 플뤼트(프랑스어: Sébastien Flute, 1972년 3월 25일~)는 프랑스의 양궁 선수, 지도자이다. 올림픽에 3번 참가하여 1992년 하계 올림픽에서 개인전 금메달을 획득했으며, 세계 선수권 대회에서 금메달 1개, 유럽 선수권 대회에서 금메달 1개, 은메달 2개, 동메달 4개를 획득했다.